# Bekir
Bekir ist ein tatarischer Familienname (weibliche Form Bekirowa) und türkischer männlicher Vorname arabischer Herkunft. Er hat die Bedeutung „neu geboren“; übertragen: Frühaufsteher.

## Namensträger

### Familienname
- Erol Bekir (* 1974), schwedischer Fußballspieler
- Gulnara Bekirowa (* 1968), ukrainische Historikerin, Archivarin und Hochschullehrerin

### Vorname
- Bekir Alboğa (* 1963), türkischer Islamwissenschaftler
- Bekir Bozdağ (* 1965), türkischer Theologe, Jurist und Politiker
- Bekir Gür (* 1972), türkischer Fußballspieler
- Bekir Ozan Has (* 1985), türkischer Fußballspieler
- Bekir İrtegün (* 1984), türkischer Fußballspieler
- Bekir Sami Kunduh (1865–1933), osmanischer und türkischer Politiker
- Bekir Öztürk (* 1988), türkischer Fußballspieler
- Bekir Pakdemirli (* 1973), türkischer Ökonom und Politiker
- Bekir Refet (1899–1977), türkischer Fußballnationalspieler
- Bekir Sevgi (* 1988), türkischer Fußballspieler
- Bekir Türkgeldi (1935–2013), türkischer Fußballspieler
- Bekir Yıldız (1933–1998), türkisch-kurdischer Schriftsteller
- Bekir Yılmaz (* 1988), türkischer Fußballspieler